# Breathless (album của Kenny G)
Breathless là album phòng thu thứ sáu của nghệ sĩ saxophone người Mỹ Kenny G. Album được phát hành bởi hãng Arista Records năm 1992, đạt đến vị trí #2 trên Billboard 200 và #1 trên bảng xếp hạng Contemporary Jazz Albums.
Nhạc phẩm "Forever in Love" từ album này đã thắng giải Grammy hạng mục Best Instrumental Composition năm 1994, đạt đến vị trí 18 trên Billboard Hot 100.
Đây là album bán chạy nhất của Kenny G và được xem là album hòa tấu bán chạy nhất mọi thời đại. Cho đến nay, album này đã đạt chứng nhận 12× Bạch kim bởi Hiệp hội Công nghiệp thu âm Hoa Kỳ, tương đương với số lượng tiêu thụ khoảng 12 triệu bản.

## Danh sách nhạc phẩm
| STT | Nhan đề                                              | Người soạn nhạc                             | Thời lượng |
| --- | ---------------------------------------------------- | ------------------------------------------- | ---------- |
| 1.  | "The Joy of Life"                                    | Kenny G                                     | 4:21       |
| 2.  | "Forever in Love"                                    | Kenny G                                     | 5:01       |
| 3.  | "In the Rain"                                        | Kenny G                                     | 5:01       |
| 4.  | "Sentimental"                                        | Kenny G, Walter Afanasieff                  | 6:38       |
| 5.  | "By the Time This Night Is Over" (cùng Peabo Bryson) | Michael Bolton, Diane Warren, Andy Goldmark | 4:50       |
| 6.  | "End of the Night"                                   | Kenny G                                     | 5:25       |
| 7.  | "Alone"                                              | Kenny G                                     | 5:28       |
| 8.  | "Morning"                                            | Kenny G, Walter Afanasieff                  | 5:17       |
| 9.  | "Even if My Heart Would Break" (cùng Aaron Neville)  | Fianne Golde, Adrian Gurvitz                | 5:01       |
| 10. | "G-Bop"                                              | Dan Shea, Kenny G, Walter Afanasieff        | 4:09       |
| 11. | "Sister Rose"                                        | Kenny G, Walter Afanasieff                  | 6:16       |
| 12. | "A Year Ago"                                         | Kenny G                                     | 5:18       |
| 13. | "Homeland"                                           | Kenny G                                     | 4:36       |
| 14. | "Jasmine Flower" (Chinese Traditional)               |                                             | 4:42       |
| 15. | "The Wedding Song"                                   | Kenny G/Walter Afanasieff                   | 3:25       |
| 16. | "Natural Ride"                                       | Kenny G, Walter Afanasieff                  | 5:17       |

## Xếp hạng

### Album
| Bảng xếp hạng (1993)         | Vị trí cao nhất |
| ---------------------------- | --------------- |
| Australian ARIA Albums Chart | 1               |

#### Xếp hạng thập kỉ
| Bảng xếp hạng (1990-1999) | Vị trí |
| ------------------------- | ------ |
| U.S. Billboard 200        | 15     |

### Đĩa đơn
| Năm  | Tên nhạc phẩm                       | Vị trí xếp hạng       | Vị trí xếp hạng                     | Vị trí xếp hạng | Vị trí xếp hạng      | Vị trí xếp hạng    |
| Năm  | Tên nhạc phẩm                       | US Adult Contemporary | US Hot R&B/Hip-Hop Singles & Tracks | US Hot 100      | US Top 40 Mainstream | US Rhythmic Top 40 |
| ---- | ----------------------------------- | --------------------- | ----------------------------------- | --------------- | -------------------- | ------------------ |
| 1992 | "Forever in Love"/"The Joy of Life" | 1                     | 73                                  | 18              | 18                   | 33                 |
| 1993 | "By the Time This Night is Over"    | 1                     | 37                                  | 25              | 29                   |                    |
| 1993 | "Sentimental"                       | 27                    |                                     | 72              |                      |                    |
| 1994 | "Even if My Heart Would Break"      | 28                    |                                     |                 |                      |                    |